# Dangerous Paradise
Dangerous Paradise is een Amerikaanse misdaadfilm uit 1930 onder regie van William A. Wellman. Het scenario is gebaseerd op de roman Victory (1915) van de Pools-Britse auteur Joseph Conrad.

## Verhaal
Heyst heeft zich teruggetrokken op een afgelegen eiland. Tijdens een verblijf in Soerabaja maakt hij kennis met Alma, een roodharige artieste in de bistro van Schomberg. Om te ontsnappen aan haar handtastelijke bazen reist Alma mee als verstekelinge op de boot van Heyst. Terug op diens eiland krijgen ze ineens bezoek van drie moordlustige schatgravers.

## Rolverdeling
| Acteur                 | Personage          |
| ---------------------- | ------------------ |
| Nancy Carroll          | Alma               |
| Richard Arlen          | Heyst              |
| Warner Oland           | Schomberg          |
| Gustav von Seyffertitz | Mijnheer Jones     |
| Francis McDonald       | Ricardo            |
| George Kotsonaros      | Pedro              |
| Dorothea Wolbert       | Mevrouw Schomberg  |
| Clarence Wilson        | Zangiacomo         |
| Evelyn Selbie          | Mevrouw Zangiacomo |
| Willie Fung            | Wang               |